# شری رنوکا شوگرز
شری رنوکا شوگرز (انگلیسی: Shree Renuka Sugars) شرکت صنایع غذایی هندی است، که در سال ۱۹۹۸ تأسیس شد.